# Toni (Film)
Toni ist ein französischer Spielfilm von Jean Renoir aus dem Jahr 1935 in Schwarzweiß. Das Drehbuch stammt vom Regisseur. Es beruht auf einer Dokumentation von Jacques Levert. Die Hauptrollen sind mit den Laienschauspielern Charles Blavette, Celia Montalván und Édouard Delmont besetzt. In Frankreich kam der Film zum ersten Mal am 22. Februar 1935 ins Kino; in Deutschland hatte er seine Premiere am 15. September 1969 im Zweiten Deutschen Fernsehen. 

## Handlung
Unter den vielen, die als Gastarbeiter 1935 auf einem kleinen südfranzösischen Bahnhof ankommen, ist auch der Italiener Toni. Er findet Arbeit in einem Steinbruch und Wohnung bei Marie, die auch bald seine Geliebte wird. Zwischen den beiden kommt es zu Auseinandersetzungen, als sich Toni in Josepha verliebt. Zur Heirat kommt es freilich nicht, weil Josepha sich von dem Vorarbeiter Albert verführen lässt. Jetzt heiratet Toni Marie, verlässt sie aber nach einem Selbstmordversuch und geht in die Berge, um Josephas Haus zu beobachten. 
Unterdessen hat Albert durch seine Brutalität Josephas Familie ruiniert. Josepha will sich – zusammen mit ihrem Vetter – ins Ausland absetzen, wird aber von Albert ertappt, als sie ihm einen größeren Geldbetrag stehlen will. Im Lauf der Streitigkeit tötet Josepha ihren Mann. Toni will ihr helfen und alles so arrangieren, dass es nach einem Selbstmord aussieht. Als Toni dabei von der Polizei überrascht wird, nimmt er den Mord auf sich. Er kann zwar noch fliehen, wird aber wenig später von den Bauern, die Jagd auf den Ausländer machen, erschossen. Das Geständnis Josephas kommt zu spät.

## Kritik
Das Lexikon des Internationalen Films zieht folgendes Fazit: „Ein unpathetischer früher Film von Jean Renoir, der die Ausbeutung der Arbeiter und den Fremdenhaß im Frankreich der dreißiger Jahre darstellt. Stimmig in Milieu- und Charakterzeichnung.“
Der Evangelische Film-Beobachter ging nach der deutschen Fernsehpremiere 1969 in seiner zusammenfassenden Kritik hauptsächlich auf die geschichtliche Bedeutung des Werkes ein: „Filmhistorisch wichtiger Film des nun 75-jährigen Jean Renoir, der – beeinflußt von den Russen und Bunuels ‚Las Hurdes‘ – ein im Arbeitermilieu und unter Gastarbeitern spielendes Liebesdrama nach einer wahren Begebenheit von dem Italiener Toni und seinem ‚amour fou‘ gestaltet hat. ‚Toni‘ ist einer der ersten Filme des poetischen Realismus, der Regisseuren wie Carné und Prevert den Weg bereitet hat und nicht ohne Einfluß auf den Neorealismus war.“